# Eska Mtungwazi

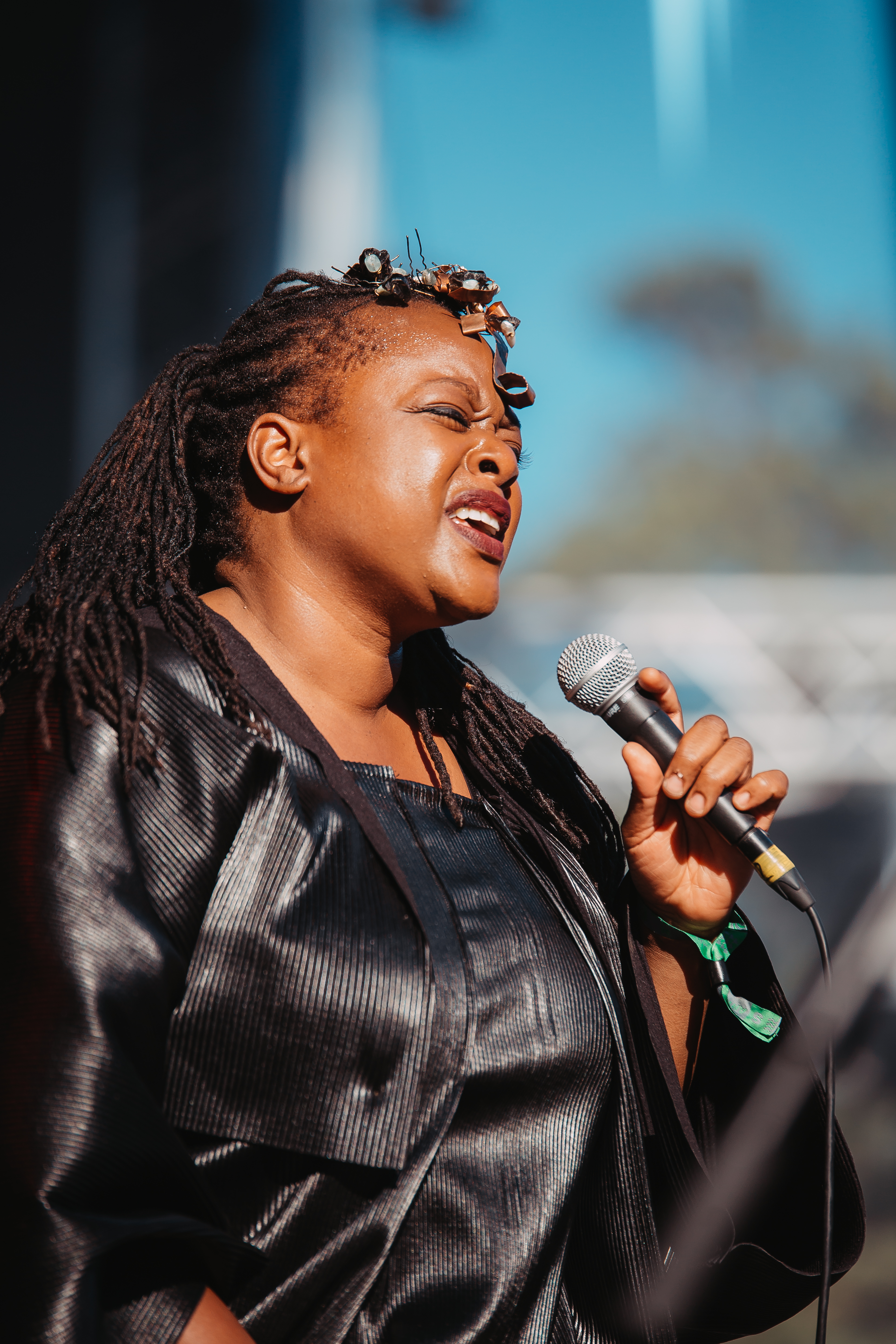
Eska Mtungwazi (2017)

Eska Mtungwazi, meist nur als Eska benannt (* 1971 in London), ist eine britische Singer-Songwriterin und Multiinstrumentalistin.

## Leben und Wirken
Mtungwazi wuchs mit der Musik von Quincy Jones auf. Früh lernte sie Geige und Violoncello; sie hatte die Gelegenheit, das Konservatorium zu besuchen und spielte im Schulorchester, war aber weiterhin auch an Reggae interessiert.
Nach einem Bachelor in Mathematik an der London School of Economics wurde Mtungwazi Lehrerin für Mathematik und Musik. Während dieser Zeit war sie viele Jahre lang als Backgroundsängerin bei Projekten anderer Musiker tätig, arbeitete aber auch mit etablierten Künstlern wie Grace Jones, Nitin Sawhney, Courtney Pine und Bobby McFerrin. Seit 2007 arbeitete sie zunehmend bei Zero 7; sie sang auf deren Album Yeah Ghost (2009) vier Songs. Auf dem Album There's Me and There's You (2008) von Matthew Herbert und seiner Bigband war sie als Gesangssolistin zu hören; dort arrangierte sie auch.
2013 veröffentlichte Mtungwazi auf ihrem eigenen Label Earthling Recordings die EP Gatekeeper mit fünf eigenen Songs, die von Kritikern wie Gilles Peterson und Jamie Cullum sehr positiv herausgestellt wurde. 2015 erschien ihr gleichnamiges Debütalbum ESKA, das für den Mercury Music Prize nominiert wurde. Sie ist weiterhin auf Alben von Soweto Kinch und Robert Mitchell zu hören.